# Suzanne Munte
Pour les articles homonymes, voir Munte.
Suzanne Mundt dite Suzanne Munte, née le 20 décembre 1867 dans le 16e arrondissement de Paris et morte le 1er janvier 1938 au sein de l'Hôpital de la Pitié-Salpêtrière dans le 13e arrondissement de la même ville, est une actrice française de théâtre et de cinéma.

## Biographie
Au théâtre, Suzanne Munte était aussi populaire que Sacha Guitry, Marthe Régnier ou Réjane.
Elle est inhumée, avec sa sœur, l'actrice Lina Munte (1854-1909), dans le cimetière des Batignolles (23e division).

## Théâtre[6]
- 1922 : La Chair humaine de Henry Bataille
- 1913 : La Pisanelle de Gabriele D'Annunzio
- 1912 : Les Petits de Lucien Népoty
- 1909 : Madame Margot d'Émile Moreau
- 1909 : Papillon, dit Lyonnais le juste de Louis Benière
- 1906 : Sacha de Régine Martial
- 1905 : La Grande Famille d'Alexandre-Charles Arquillière
- 1905 : Le Roman d'un jeune homme pauvre d'Octave Feuillet
- 1901 : La Fille du garde-chasse d'Alexandre Fontanes
- 1901 : Le Vertige de Michel Provins
- 1901 : La Petite Paroisse d'Alphonse Daudet
- 1899 : À perpète de Pierre Decourcelle
- 1892 : Lysistrata de Maurice Donnay

## Filmographie
- 1912 : Le Supplice d'une mère d'Adrien Caillard et Henri Pouctal
- 1913 : Le Mariage de l'amour de Maurice Le Forestier
- 1916 : Les Deux marquises de Jean Kemm
- 1918 : La Maison d'argile de Gaston Ravel
- 1919 : Mam'zelle Chiffon d'André Hugon
- 1922 : Serge Panine de Charles Maudru et Maurice de Marsan
- 1923 : Le Roi de Paris de Maurice de Marsan et Charles Maudru
- 1927 : Le Bonheur du jour de Gaston Ravel
- 1927 : Martyre de Charles Burguet
- 1927 : Le Roman d'un jeune homme pauvre de Gaston Ravel